# Bad Hersfeld

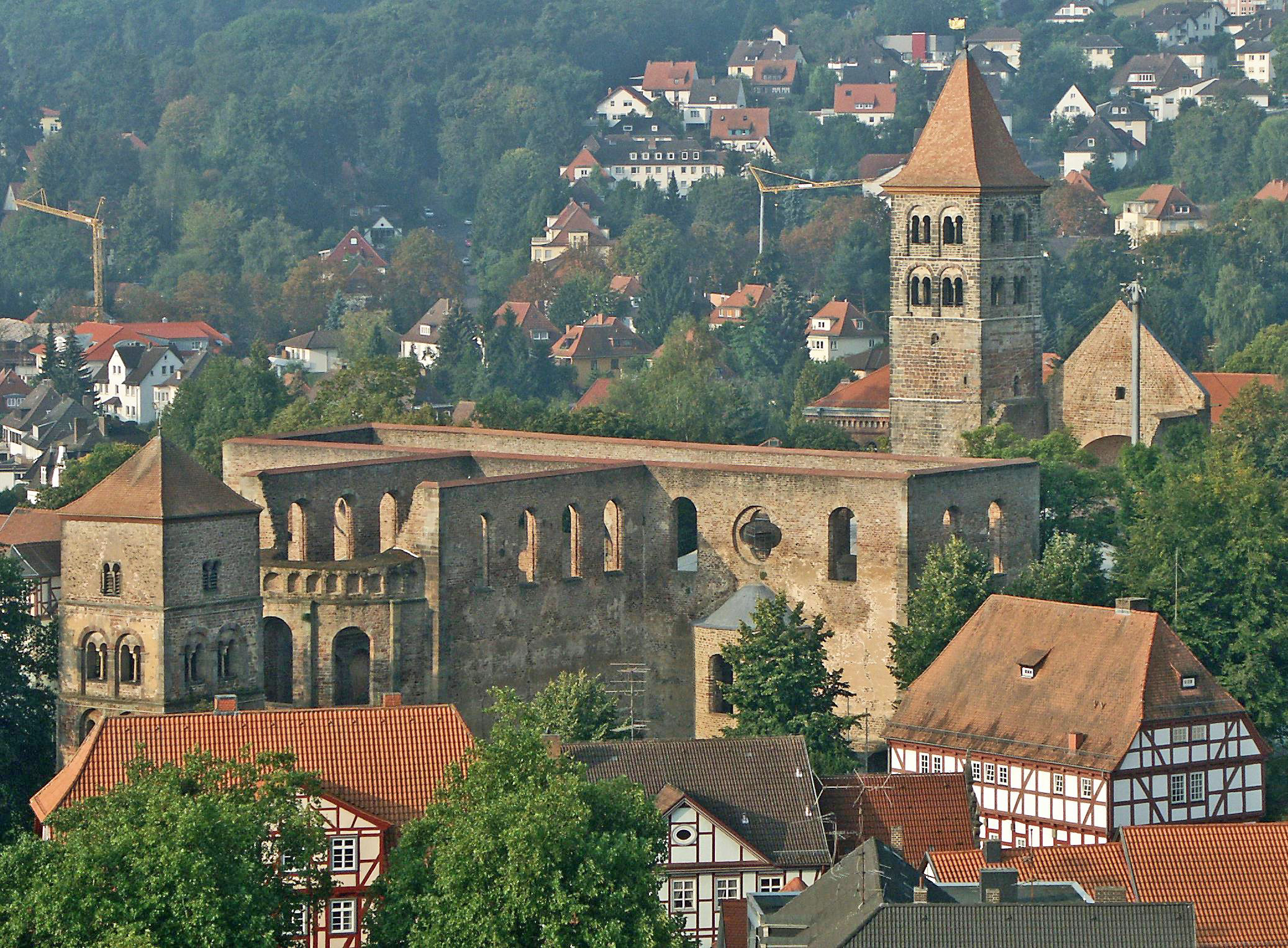
Quang cảnh

Bad Hersfeld là một thị xã huyện lỵ của huyện Hersfeld-Rotenburg đông bắc bang Hesse, Đức, cự ly khoảng 50 km về phía đông nam của Kassel. Thị xã có dân số thời điểm 31/12/2006 là 30.415 người.
Các thành phố gần nhất là Kassel, 52 km về phía nam, Gießen, 79 km to về phía tây nam, Fulda, 36 km về phía nam và Eisenach, 45 km về phía đông. 